# Фегервари, Мартин
Мартин Фегервари (словац. Martin Fehérváry; 6 октября 1999, Братислава, Словакия) — словацкий хоккеист, защитник клуба НХЛ «Вашингтон Кэпиталз».

## Карьера
Фегервари в 15-летнем возрасте уехал играть в Швецию, там он начал свой путь в юношеских командах клуба «Мальмё Редхокс». Довольно быстро он перешёл из команды U-16 до команды U-20. Его дебют в SHL состоялся в возрасте 16 лет, он стал самым молодым игроком в истории «Мальмё» и самым молодым иностранным игроком в истории лиги. В сезоне 2017/18, для получения большего количества игрового времени, Фегервари перешёл в ХК «Оскарсхамн», выступавшем во втором по значимости дивизионе Швеции. Сыграв за «Оскарсхамн» 21 игру, он был назначен капитаном команды, тем самым став самым молодым в истории капитаном среди профессиональных команд Швеции.
По окончании сезона 2017/18 Мартин был выбран на драфте НХЛ 2018 года во 2-м раунде под общим 46-м номером клубом «Вашингтон Кэпиталз». 1 июля 2018 года он подписал со «столичными» трехлетний контракт новичка. В 2018 году Фегервари посещал сборы новичков и основной команды «Кэпиталз», но в итоге был отправлен в аренду в клуб ХВ71.
По окончании сезона 2018/19 Фегервари переехал в Северную Америку и присоединился к франшизе «Кэпиталз». По итогам посещения тренировочного лагеря «Вашингтона», он вошёл в основной состав «столичных» и дебютировал в НХЛ 2 октября 2019 года в матче против «Сент-Луис Блюз». 6 октября 2019 года он был переведен в фарм-клуб «Кэпиталз», команду АХЛ «Херши Бэрс». Весь оставшийся сезон он провёл в АХЛ, где играл в первой паре защитников и стал самым результативным игроком среди всех новичков команды. Свой первый результативный балл он набрал 8 февраля 2020 года в матче против Филадельфии Флайерз, когда был вызван из АХЛ вместо травмированного Ника Дженсена.
Свой первый гол в карьере НХЛ Фегервари забил 23 октября 2021 года в матче против команды «Калгари Флэймз». По окончании сезона 2021/22 Мартин стал шестым защитником-новичком в истории «Кэпиталз», забившим 8 и более голов за сезон.